# 臀果木
臀果木（學名：Prunus arborea var. montana）为大臀果木的一个变种。